# Liste der Biografien/Van A
Liste der Biografien |
Portal Biografien |
A Personensuche
# |
A |
B |
C |
D |
E |
F |
G |
H |
I |
J |
K |
L |
M |
N |
O |
P |
Q |
R |
S |
T |
U |
V |
W |
X |
Y |
Z |
?
 
Va |
Vd |
Ve |
Vh |
Vi |
Vj |
Vl |
Vn |
Vo |
Vr |
Vs |
Vt |
Vu |
Vy
 
Vaa |
Vab |
Vac |
Vad |
Vae |
Vaf |
Vag |
Vah |
Vai |
Vaj |
Vak |
Val |
Vam |
Van |
Vap |
Vaq |
Var |
Vas |
Vat |
Vau |
Vav |
Vaw |
Vax |
Vay |
Vaz
 
Van A |
Van B |
Van C |
Van D |
Van E |
Van F |
Van G |
Van H |
Van I |
Van K |
Van L |
Van M |
Van N |
Van O |
Van P |
Van Q |
Van R |
Van S |
Van T |
Van U |
Van V |
Van W |
Van Y |
Van Z

Vana |
Vanb |
Vanc |
Vand |
Vane |
Vang |
Vanh |
Vani |
Vanj |
Vank |
Vanl |
Vanm |
Vann |
Vano |
Vanp |
Vanq |
Vanr |
Vans |
Vant |
Vanu |
Vanv |
Vanw |
Vany |
Vanz
Die Liste der Biografien führt alle Personen auf, die in der deutschsprachigen Wikipedia einen Artikel haben. Dieses ist eine Teilliste mit 40 Einträgen von Personen, deren Namen mit den Buchstaben „Van A“ beginnt.

## Van A

### Van Ac
- Van Acker, Achille (1898–1975), belgischer PremierministerAchille Van Acker (1898–1975)

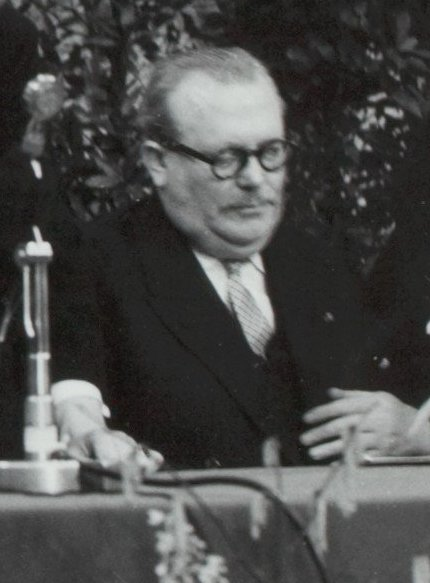
Achille Van Acker (1898–1975)

- Van Acker, Charles (1912–1998), US-amerikanischer Autorennfahrer
- Van Acker, Drew (* 1986), US-amerikanischer Schauspieler
- Van Acker, Flori (1859–1940), belgischer Maler
- Van Acker, Florian (* 1997), belgischer Behindertensportler im Tischtennis
- Van Acker, Frank (1929–1992), belgischer Politiker
- Van Acker, Regi (* 1955), belgischer Fußballtrainer

### Van Ae
- Van Aerde, Michel (1933–2020), belgischer Radrennfahrer
- Van Aernam, Henry (1819–1894), US-amerikanischer Politiker

### Van Ak
- Van Aken, Hugo (* 1951), belgischer Arzt und Hochschullehrer
- Van Aken, Leo (1857–1904), belgischer Genre- und Porträtmaler
- Van Aken, Piet (1920–1984), belgischer Schriftsteller und Redakteur

### Van Al
- Van Alen, James (1902–1991), US-amerikanischer Tennisspieler und -funktionär
- Van Alen, James I. (1776–1870), US-amerikanischer Jurist und Politiker
- Van Alen, John Evert (1749–1807), US-amerikanischer Landvermesser, Kartograf, Jurist und Politiker
- Van Alen, William (1882–1954), US-amerikanischer Architekt
- Van Allan, Richard (1935–2008), britischer Opernsänger (Bass)
- Van Allen, James (1914–2006), US-amerikanischer Astrophysiker und Raumfahrtpionier
- Van Allen, Shaun (* 1967), kanadischer Eishockeyspieler und -trainer
- Van Allsburg, Chris (* 1949), US-amerikanischer Zeichner und Schriftsteller von Kinderbüchern
- Van Alphen, Hans (* 1982), belgischer Zehnkämpfer
- Van Alstyne, Thomas J. (1827–1903), US-amerikanischer Politiker

### Van Am
- Van Amburgh, Isaac (1808–1865), amerikanischer Dompteur
- Van Amringe, John Howard (1835–1910), US-amerikanischer Mathematiker

### Van An
- Van Andel, Jay (1924–2004), US-amerikanischer Geschäftsmann

### Van Ar
- Van Ark, Joan (* 1943), US-amerikanische SchauspielerinJoan Van Ark (* 1943)

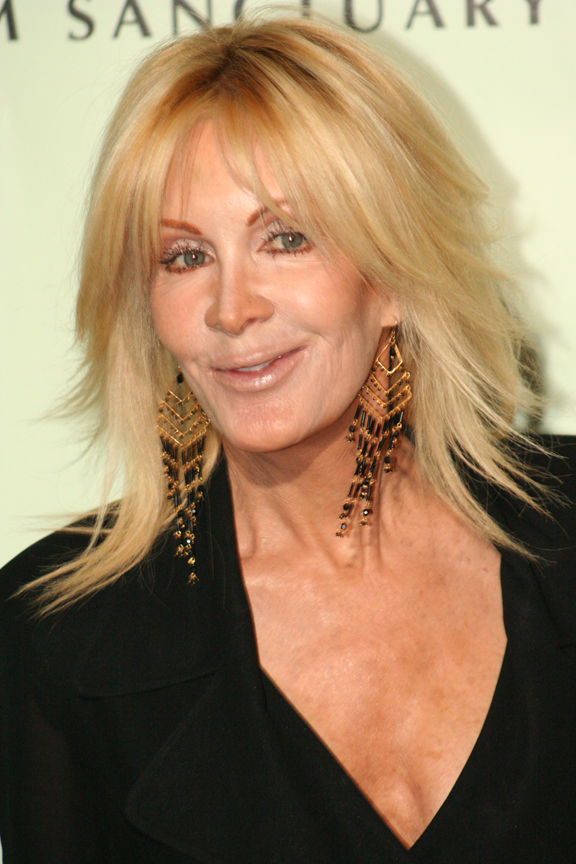
Joan Van Ark (* 1943)

- Van Arsdale, Dick (1943–2024), US-amerikanischer Basketballspieler
- Van Arsdol, Robin (* 1949), US-amerikanischer Künstler, Kritiker, Kurator und Sammler

### Van As
- Van Asbroeck, Tom (* 1990), belgischer Radrennfahrer
- Van Assche, Kris (* 1976), belgischer Modeschöpfer
- Van Assche, Kristof (* 1973), belgischer Stadtplaner und Hochschullehrer
- Van Assche, Luca (* 2004), französischer Tennisspieler

### Van Au
- Van Aubel, Florent (* 1991), belgischer Hockeyspieler
- Van Audenhove, Mike (1957–2009), US-amerikanisch-belgischer Comiczeichner
- Van Auken, Bill (* 1950), US-amerikanischer Politiker (Socialist Equality Party)
- Van Auken, Daniel Myers (1826–1908), US-amerikanischer Politiker

### Van Av
- Van Avermaet, Aimé (1935–2009), belgischer Radrennfahrer
- Van Avermaet, Greg (* 1985), belgischer Radrennfahrer
- Van Avermaet, Ronald (* 1959), belgischer Radrennfahrer
- Van Avermaet, Tom (* 1982), belgischer Regisseur, Drehbuchautor, Produzent und Set Decorateur